# Ajsa (stacja kolejowa)
Ajsa (kaz. Айса, ros. Айса) – stacja kolejowa w miejscowości Ajsa, w rejonie Szet, w obwodzie karagandyjskim, w Kazachstanie. Położona jest na linii Astana – Szu, na trasie Nowego Jedwabnego Szlaku.